# ارنی آدامز
ارنی آدامز (انگلیسی: Ernie Adams (footballer, born 1922)؛ زادهٔ ۳ آوریل ۱۹۲۲) یک بازیکن فوتبال اهل بریتانیا بود.